# Moustier (Lot-et-Garonne)
Moustier település Franciaországban, Lot-et-Garonne megyében. Lakosainak száma 318 fő (2022. január 1.). Moustier Roumagne, Allemans-du-Dropt, Pardaillan, La Sauvetat-du-Dropt és Monteton községekkel határos.

## Népesség
A település népességének változása:
| Lakosok száma | 323  | 301  | 320  | 324  | 327  | 330  | 326  | 321  | 317  | 318  |
|               | 1968 | 1982 | 1990 | 2006 | 2013 | 2015 | 2017 | 2019 | 2020 | 2022 |